# Heine Haus Hamburg

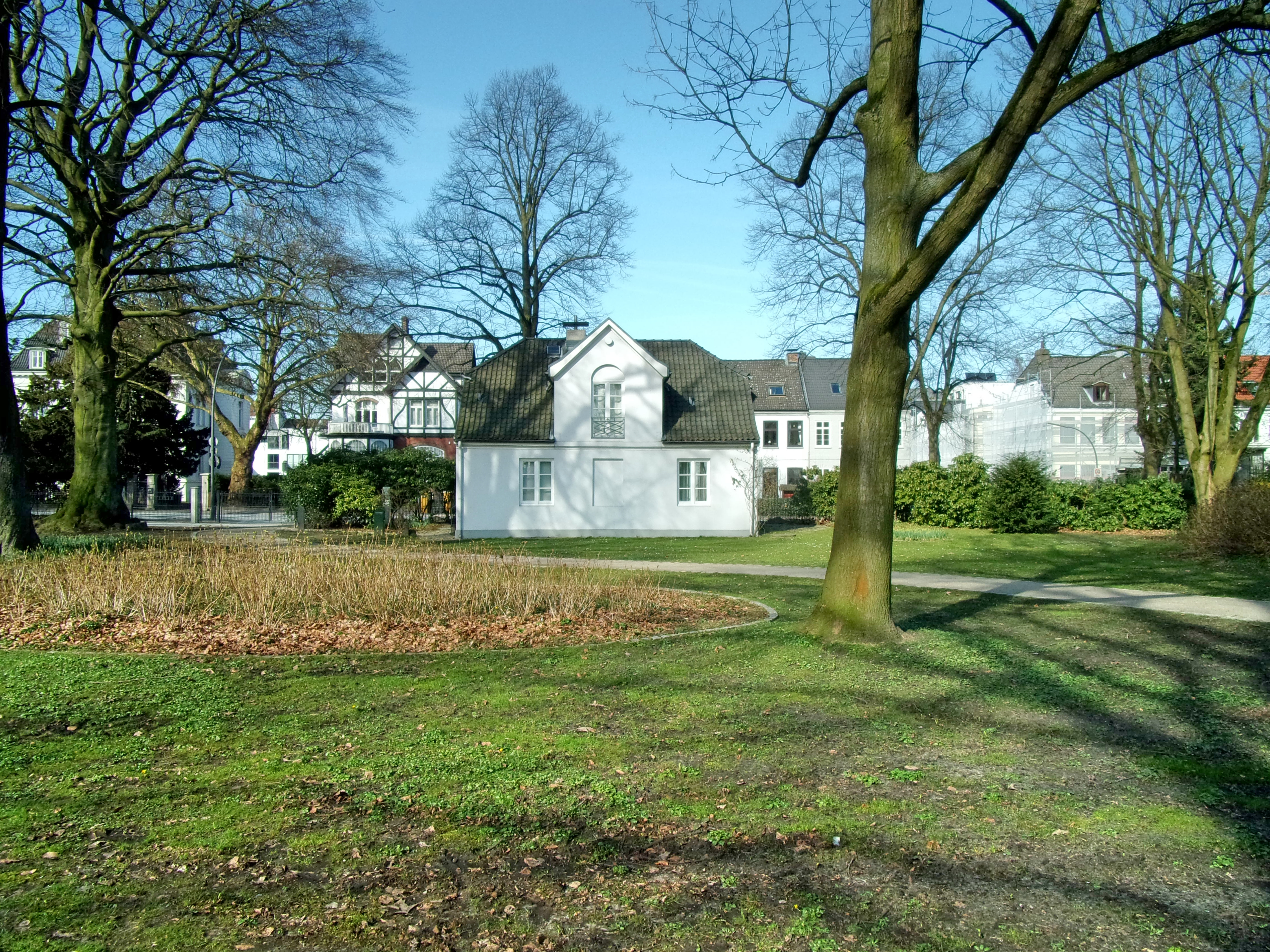
Gartenhaus von Salomon Heine und Umgebung

Das Heine Haus Hamburg ist ein Museum und Veranstaltungsort im 1832 errichteten Gartenhaus von Salomon Heine im Hamburger Stadtteil Ottensen, Elbchaussee 31.

## Geschichte
1808 erwarb der Hamburger Bankier Salomon Heine von dem britischen Kaufmann John Blacker ein neben dem Gartenrestaurant des Cesar Claude Rainville (1767–1845) (dem sogenannten Rainvilleschen Garten) gelegene Grundstück in Altona, das er zu seinem Landsitz bestimmte und kontinuierlich erweitern und verschönern ließ. Im Hauptgebäude, das sein Neffe Heinrich Heine als „Affrontenburg“ bezeichnete und das 1881 abgerissen wurde, gab Salomon Heine prunkvolle Gesellschaften.
1832 wurde ein Gartenhaus im klassizistischen Stil errichtet, dessen Obergeschoss als Unterkunft für den Gärtner diente. Der ovale, stuckverzierte sogenannte „Gartensaal“ im Erdgeschoss diente Salomon Heine als Refugium. Von der großen Hamburger Brandkatastrophe (1842), bei der Salomon Heine das von ihm bewohnte Stadthaus am Jungfernstieg 28 (heutige Adresse Jungfernstieg 34) verlor, blieb das Gartenhaus verschont.
Nachdem Salomon Heine 1844, sein Sohn und Erbe Carl Heine 1866 verstorben waren, wechselte das Grundstück mehrmals den Besitzer. Anfang der 1930er Jahre war es in städtischem Besitz.
Nachdem das Gartenhaus auch im Zweiten Weltkrieg unzerstört geblieben war, übernahm die städtische Wohnungsbaugesellschaft SAGA das Gebäude und brachte bis 1978 Gastarbeiter dort unter. Als letztes architektonisches Andenken an Salomon Heine wurde das Haus 1962 unter Denkmalschutz gestellt, seit 2006 ist es Teil des ebenfalls unter Schutz gestellten Ensembles Heine-Park mit den Gebäuden Elbchaussee 31 a und 43 einschließlich Baumreihen und den Flurstücken des gesamten Grundstückes.
1975 wandte sich eine Nachbarin des Gartenhauses, Helene Gropp, die auf dem ehemaligen Salomon-Heine-Grundstück wohnte, mit einem Leserbrief an die Zeitung Die Welt und klagte über den zunehmenden Verfall des Gebäudes. Daraufhin wurde aus privater Initiative der Verein „Heine-Haus“ gegründet und am 23. Dezember 1975 im Register des Amtsgerichts Hamburg eingetragen (VR 8388). Der Verein konnte das Heinesche Gartenhaus von der Finanzbehörde als Erbbauberechtigter übernehmen und sammelte Geld für die Wiederherstellung.

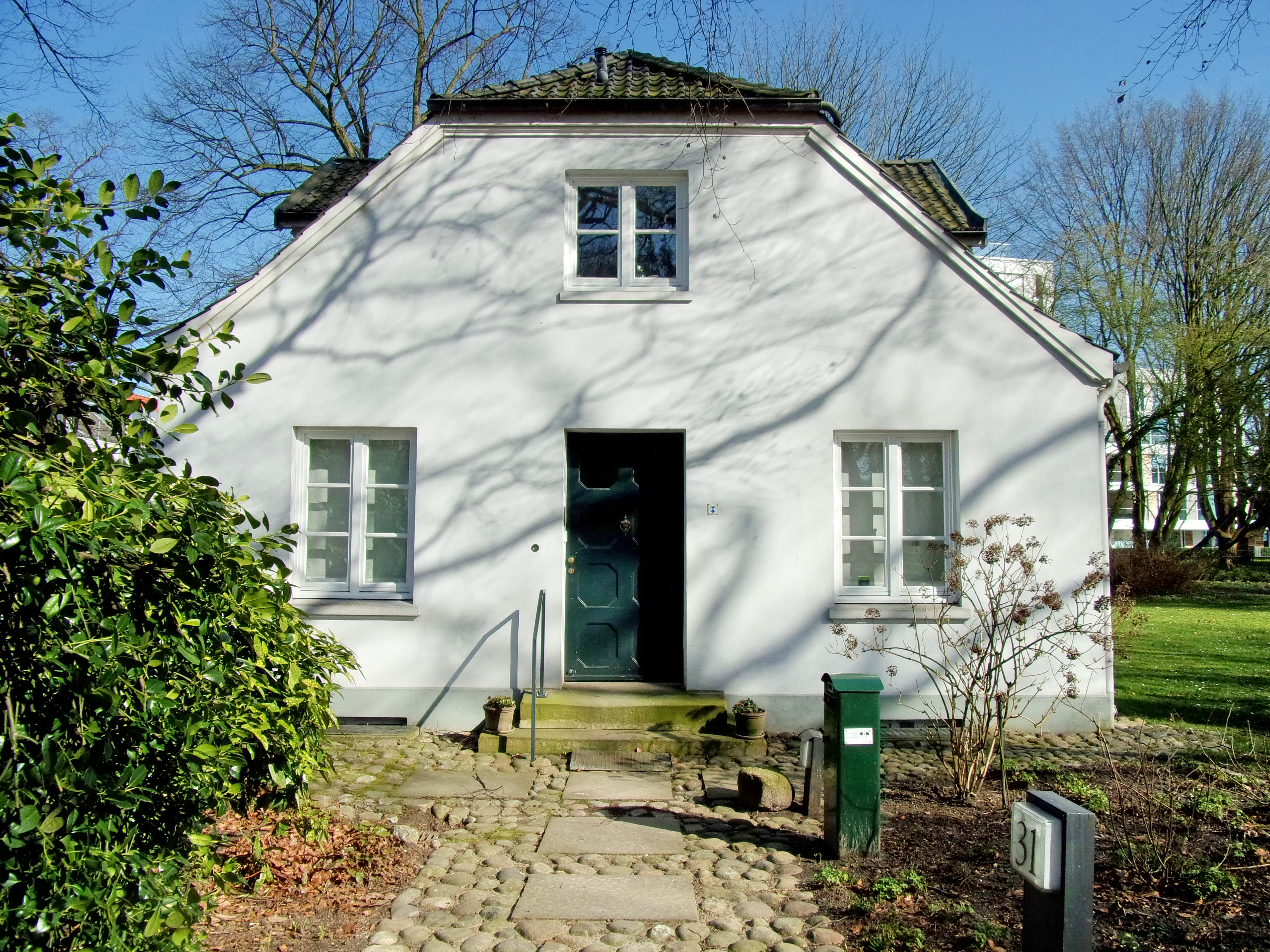
Vorderseite des Heine-Hauess

Nach dem Auszug der letzten Mieter 1978 wurde der Architekt Jürgen Elingius für das Projekt einer umfassenden Restaurierung gewonnen. Nach anderthalbjähriger Bauzeit wurde das Heine-Haus am 5. Dezember 1979 erstmals der Öffentlichkeit zugänglich gemacht.
Von Klaus Luckey wurde 1989 im Vorgarten des Hauses ein Salomon-Heine-Denkmal gestaltet. Eine zweite, den Innenraum denkmalrecht wiederherstellende Restaurierung geschah in den Jahren 1999/2000 und wurde mit 7.000 € vom Denkmalverein Hamburg gefördert. Dabei wurden Malerarbeiten durchgeführt und eine ausstellungstechnische Infrastruktur eingebaut. Seit dem 1. Januar 2001 ist das Heine-Haus eine Außenstelle des Altonaer Museums, das im Februar 2002 die Ausstellung Das Theresienstadt-Konvolut dort eröffnete.

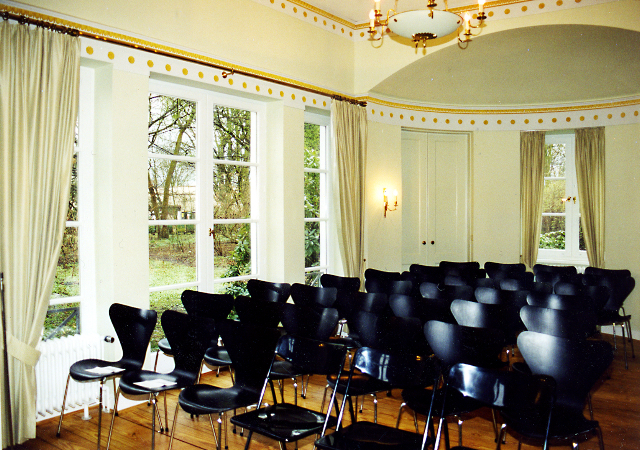
Vortragsraum (Gartensaal) im Heine-Haus

## Verein und Restaurierung
1975 wurde der Verein Heine-Haus e. V. gegründet, der zum Ziel hatte, das 1832 erbaute und seit 1962 unter Denkmalschutz stehende Gartenhaus vor dem Verfall zu retten.
Zu den ersten Vorstandsmitgliedern des Vereins zählen der Bankier George Hesse, dessen Urgroßvater und Großvater bereits im 1783 gegründeten Commerz-Collegium zu Altona tätig gewesen waren, Ursula Kadereit, Erich Lüth (Gründungsvorsitzender), Dietrich Mayer-Reinach, Jürgen von Storch und Eric M. Warburg. Auch der Altbürgermeister Herbert Weichmann und General Wolf Graf Baudissin waren Mitgründer des Vereins.
Nachdem Erich Lüth 1989 verstorben war, wählte der Verein George Hesse zum Vorsitzenden; 1990 wurde Marion Wachs seine Nachfolgerin. Unter ihrer Ägide entwickelte der Verein ein umfassendes Veranstaltungsprogramm für das Heine-Haus, für das seit 2002 Karin Müller zuständig ist. Am 26. November 2009 wurden der Mediziner Hanno Scherf, die Literaturwissenschaftlerin Beate Borowka-Clausberg und der Bankfachmann Jürgen Hansen in den Vorstand gewählt. Seit 2001 gehören satzungsgemäß auch zwei Vertreter des Altonaer Museums zum Vorstand.

## Kulturangebot
Das Heine-Haus versteht sich als kulturelles Forum. Mit einem Jahresprogramm von durchschnittlich zehn bis zwölf Veranstaltungen, das unter anderem Rezitationen, Vorträge zu historischen, literarischen, kultur- und stadtgeschichtlichen Themen, Kammermusik, Gesprächskonzerte und Lesungen vorsieht, knüpft es an den Bildungsauftrag der Aufklärung an. Die Vorträge stehen zum Teil als Druckschriften zum Verkauf.

## Salomon-Heine-Plakette
Am 31. Oktober 1991 stiftete der Verein eine von Klaus Luckey gestaltete Salomon-Heine-Plakette, die laut Beschluss der Mitgliederversammlung „an einzelne Personen oder Gemeinschaften für vorbildliches Handeln zum Wohle Hamburgs und seiner Bürger“ verliehen wird: „Durch die Verleihung der Plakette soll zum Ausdruck gebracht werden, dass persönliches Engagement, Zivilcourage und Bereitschaft zur Übernahme von Verantwortung für das Gemeinwohl unverzichtbar sind.“
Träger der Salomon-Heine-Plakette:
- 1992 Eric M. Warburg (posthum)
- 1995 Erik Blumenfeld
- 1998 Karla und Alfred W. Adickes
- 2004 Hermann-Hinrich Reemtsma
- 2012 Georg W. Claussen
- 2018 Franklin Kopitzsch

## Veröffentlichte Vorträge im Heine-Haus
- Peter Bloch: Sefarad. Die spanischen Juden des Mittelalters und ihre Kultur. 13. September 2000.
- Peter Bloch: Der Salon meiner Mutter. Erinnerungen zum 80. Geburtstag des Verfassers (2001)
- Helmut Bock: Heinrich Heine in der Matratzengruft – von Utopie und Tragik des Weltbürgers (19. Juni 1996)
- Andreas Brämer: Der Israelitische Tempelverein in Hamburg (1817–1938). Jüdische Reform und die Erfindung religiöser Tradition (3. Februar 1999)
- Ludwig Gelder: Drei Hamburger Kunstförderer mit Langzeitwirkung. Hartwig Hesse, Carl Heine, Julius Campe (2. Dezember 1996)
- Walter Hinck: Die deutsche Sprache als „Heimat“ jüdischer Dichter im Exil. Heinrich Heine, Hilde Domin, Rose Ausländer (7. April 1997)
- Christian Liedtke: „Das Bier in Weimar ist wirklich gut.“ Heinrich Heines Auseinandersetzung mit Goethe (9. Februar 2000)
- Kurt Meissner: Der Westfälische Friede und seine Folgen (24. März 1999)
- Wilhelm Nölling: Der Beitrag jüdischer Privatbanken zur Entwicklung Hamburgs (3. Dezember 1990)
- Peter Schulz: „Jedermann hat die sittliche Pflicht, für das Wohl des Ganzen zu wirken.“ (Festvortrag anlässlich der Verleihung der 2. Salomon-Heine-Plakette im Februar 1995)
- Stefan Winkle: J. F. Struensee. Arzt – Aufklärer – Staatsmann. Vorgetragen von Hanno Scherf (7. Februar 2001)
- Stefan Winkle: Die Judenverfolgung in Europa. Vorgetragen von Hanno Scherf (8. November 2006)
- Michael Wolffsohn: Die jüdische Verkettung deutscher Identität oder „Lass die Mohren und die Juden“ (Festvortrag anlässlich der Verleihung der 1. Salomon-Heine-Plakette, 6. Mai 1992)